# ری یه-گیونگ
ری یه-گیونگ (انگلیسی: Ri Ye-gyong؛ زادهٔ ۲۶ اکتبر ۱۹۸۹) بازیکن فوتبال زن اهل کره شمالی است.
وی همچنین در تیم ملی فوتبال زنان کره شمالی بازی کرده است.